# ارمیاس آسیای میانه
ارمیاس آسیای میانه یا ارمیاس ولوکس (نام علمی: Eremias velox) (که معمولاً به عنوان تیزروی سریع، تیزروی آسیای میانه یا سوسمار انگشت‌شانه‌ای سریع شناخته می‌شود) گونه‌ای سوسمار است که در قزاقستان، ترکمنستان، تاجیکستان، ازبکستان، قرقیزستان، ایران، افغانستان، چین، روسیه، آذربایجان و گرجستان یافت می‌شود. Eremias vermiculata گاهی به عنوان تیزروی آسیای مرکزی نیز شناخته می‌شود.